# 微分方程的級數解
在數學中，冪級數法用於求某些微分方程的冪級數解。 通常這樣的解假設一個具有未知係數的冪級數，然後將該解代入微分方程以找到係數的遞推關係。

## 方法
考慮二階線性微分方程{\displaystyle a_{2}(z)f''(z)+a_{1}(z)f'(z)+a_{0}(z)f(z)=0.}假設對於所有 z，a2 都不為零。 然後我們可以劃分整個得到{\displaystyle f''+{a_{1}(z) \over a_{2}(z)}f'+{a_{0}(z) \over a_{2}(z)}f=0.}進一步假設 a1/a2 和 a0/a2 是解析函數。
冪級數方法要求構建冪級數解{\displaystyle f=\sum _{k=0}^{\infty }A_{k}z^{k}.}
如果對於某些 z，a2 為零，則 Frobenius 方法是該方法的一種變體，適用於處理所謂的正則特異點。 該方法類似地適用於高階方程和系統。